# Білялетдінов Дініяр Ринатович
Дінія́р Рина́тович Білялетді́нов (тат. Динияр Ринат улы Билалетдинев, Diniər Rinat uğlı Bilaletdinev, нар. 27 лютого 1985, Москва, СРСР) — російський футболіст, півзахисник. Заслужений майстер спорту Росії (2008). За національністю татарин.

## Біографія

### Клубна кар'єра
Народився у Москві, однак футболом почав займатися у Ярославлі, де на той час грав його батько — відомий футболіст Ринат Білялетдінов. Після повернення сім'ї до Москви продовжив заняття у футбольній школі столичного «Локомотива», де певний час навіть тренувався під проводом батька. Були у біографії юного футболіста і нетривалі виступи у складі команди «Петровський замок», що складалася переважно з 15-16-річних гравців. Однак провівши з пів-десятку матчів у цьому клубі, півзахисник зосередився на тренуваннях у «Локомотиві».
У 2004 Дініяра було залучено до вступів за першу команду «залізничників». Дебютував молодий півзахисник досить потужно і одразу ж застовпив за собою місце у стартовому складі. У першому ж сезоні у футболці «Локомотива» Білялетдінов став чемпіоном Росії та отримав звання найкращого молодого гравця ліги. З кожним сезоном талант гравця розкривався все більше і його значущість для команди ставала все більшою. Так у 2006 році Дініяра було визнано гравцем року у складі «Локомотива», а вже наступного року його було обрано капітаном команди.
Влітку 2009 Білялетдінов отримав пропозицію від англійського «Евертона» та вирішив перебратися на Туманний Альбіон. 30 серпня 2009 року Дініяр вперше в офіційному матчі вдягнув форму «ірисок», вийшовши на заміну за дві хвилини до закінчення матчу з «Віганом». У наступний трьох поєдинках за новий клуб півзахисник зробив п'ять результативних передач. Вболівальники «Евертону» високо оцінили його гру у жовтні, проголосувавши за російського футболіста на офіційному сайті клубу у голосуванні на звання гравця місяця. Білялетдінов отримав нагороду на домашньому стадіоні клубу, що має назву «Гудісон-Парк».
Сезон 2010/2011 Дініяр розпочав не найкращим чином, займаючи переважно місце на лаві запасних. Шанс повернутися до основни Білялетдінов отримав лише після того, як «Евертон» залишив один з провідних гравців клубу Стівен Пінаар. Наступний сезон російський півзахисник розпочав як повноправний гравець основи, однак згодом знову отримав статус гравця заміни.
В кінці 2011 та на початку 2012 року почали ширитися чутки про те, що Дініяр може змінити клуб. Як можливе нове місце працевлаштування називалися «Вольфсбург» та казанський «Рубін».
29 січня 2012 року, перебуваючи у Іспанії, Дініяр Білялетдінов уклав довгостроковий контракт з московським «Спартаком».
З 2015 по 2017 захищав кольори казанського «Рубіну».
Останні два сезони своєї кар'єри провів у складі литовського клубу «Тракай».

### Виступи у збірній
У збірній Білялетдінов дебютував 17 серпня 2005 року у матчі з командою Латвії (1:1). Після того, як національна збірна Росії втратила шанси кваліфікуватися на Чемпіонат світу 2006 року, Дініяра і ще декількох молодих гравців було викликано до молодіжної команди на простистояння з данцями у плей-офф молодіжного Євро. Однак подолати цей бар'єр молодим росіянам було не до снаги.

У відбірковому турнірі до континентальної першості 2008 року Білялетдіном зіграв 10 матчів із 12 можливих та відзначився одним забитим м'ячем, що став для нього дебютним у складі збірної. Ця подія трапилася 17 листопада 2007 року у матчі зі збірною Ізраїлю (1:2). Білялетдінов потрапив у заявку збірної на Євро-2008 та взяв участь в усіх матчах команди на турнірі.

## Досягнення
Командні трофеї
- Чемпіон Росії (2004)
- Дворазовий бронзовий призер чемпіонату Росії (2005, 2006)
- Володар Кубка Росії (2006-07)
- Володар Суперкубка Росії (2005)

Здобутки у збірній
- Бронзовий призер чемпіонату Європи (2008)

Особисті досягнення
- Заслужений майстер спорту Росії (2008)[7]
- У списках «33 найкращих гравців чемпіонату Росії» (3): № 2 (2005,2006,2007)
- Найкращий молодий гравець чемпіонату Росії (2004)
- Гравець року у «Локомотиві» (2006)

## Сім'я
Батько — Ринат Білялетдінов — у минулому футболіст, нині відомий футбольний тренер. Мати — Аделія Абдулахатівна Білялетдінова.

Старший брат — Марат Білялетдінов (1984 р.н.)- професійний футболіст, кандидат в майстри спорту, закінчив факультет автомобілебудування МДІУ. Молодший брат — Даніл Білялетдінов (1993 р.н.) — колишній фехтувальник (шабліст), кандидат в майстри спорту, студент факультету журналістики МДУ.
Дружина — Марія Білялетдінова (до шлюбу Назарова). За освітою — спортивна PR-агентка. Колишня танцюристка групи підтримки ПБК ЦСКА (Москва). Одружилися 11 червня 2011 року.

## Освіта
За словами Рината Білялетдінова Дініяр навчався у дуже сильній школі з ліцейськими класами. Вже під час виступів за основний склад «Локомотива» закінчив автомобільний факультет МГІУ та отримав спеціальність фахівця з автомобілебудування.